# Liste der Bodendenkmäler in Kammlach
Auf dieser Seite sind die Bodendenkmäler in der schwäbischen Gemeinde Kammlach zusammengestellt. Diese Tabelle ist eine Teilliste der Liste der Bodendenkmäler in Bayern. Grundlage ist die Bayerische Denkmalliste, die auf Basis des Bayerischen Denkmalschutzgesetzes vom 1. Oktober 1973 erstmals erstellt wurde und seither durch das Bayerische Landesamt für Denkmalpflege geführt wird. Die folgenden Angaben ersetzen nicht die rechtsverbindliche Auskunft der Denkmalschutzbehörde.

## Bodendenkmäler in Kammlach
| Lage                              | Objekt | Akten-Nr.     | Bild           |
| --------------------------------- | --- | ------------- | -------------- |
| (Standort)                        | Schützengräben der Neuzeit. | D-7-7928-0036 |                |
| (Standort)                        | Burgstall des Mittelalters. | D-7-7928-0038 |                |
| Pfarrer-Herb-Straße 13 (Standort) | Mittelalterliche und frühneuzeitliche Befunde im Bereich der katholischen Pfarrkirche Mariä Himmelfahrt in Oberkammlach.        | D-7-7928-0079 | weitere Bilder |
| (Standort)                        | Mittelalterliche und frühneuzeitliche Befunde im Bereich der katholischen Kapelle St. Maria in Rufen und ihrer Vorgängerbauten. | D-7-7928-0106 | weitere Bilder |